# Jean-Antoine d'Hilaire de Jovyac de Toulon de Sainte-Jaille
 (mars 2016).
Jean-Antoine d'Hilaire de Jovyac de Toulon de Sainte-Jaille, dit le marquis de Jovyac , né à Montélimar le 17 octobre 1731 et mort à Rochemaure le 17 juin 1802, est un maréchal des camps et armées du roi français sous l'Ancien Régime.

## Biographie

### Famille
Il est le fils de Jacques d'Hilaire de Jovyac, dit le marquis de Jovyac, seigneur de Jovyac, Esplans Mêlas, le Teil et de Anne Françoise Josèphe de Moreton de Chabrillan,.
Il épousa le 14 mars 1769 (contrat passé à Pont-à-Mousson le 6 mars 1769) Pierre Marguerite de Rougrave-Salm, comtesse du Saint-Empire, fille de Philippe Bernard Charles Théodore de Rougrave, comte de Salm et du Saint-Empire, lieutenant-général des camps et armées du roi, commandeur de l'ordre de Saint-Louis, et de Barbe Gabrielle de Gomberveau dont deux enfants: Barbe Gabrielle (née le 4 décembre 1772) et Hyacinthe-Théodore-Jacques Alexandre (né à Lyon le 6 avril 1775).

### Carrière
Tout d'abord cornette dans le régiment de son oncle, le marquis de Chabrillan, il devint capitaine au régiment de Marbeuf-Dragons le 14 juillet 1751. C'est en cette qualité qu'en 1758, à l'occasion de la descente des Anglais, il participa à la défense de Saint-Cast où il reçut une légère blessure. Colonel du régiment des Grenadiers de France le 1er décembre 1762, colonel du régiment provincial d'Anduze le 4 août 1771, il devint ensuite successivement colonel en second du régiment de Lyonnais (le 18 avril 1776), colonel du régiment provincial d'artillerie de La Fère (le 1er mars 1778), brigadier (le 1er mars 1780), colonel du régiment des Grenadiers Royaux du Lyonnais (le 13 avril 1780), enfin maréchal des camps et armées du roi, le 5 décembre 1781.
Le 1er février 1763, sur la proposition d'Étienne François de Choiseul, comte de Stainville, futur duc de Choiseul et secrétaire d'État de la Guerre et de la Marine, il reçut la croix de chevalier de l'ordre de Saint-Louis. Le général de Jovyac se retira du service en 1786 et vint alors habiter sur ses terres. Membre de l'assemblée de la Noblesse du Vivarais, tenue à Villeneuve-de-Berg en 1789, il fut élu député suppléant de la noblesse de la province aux États généraux de 1789.
Il quitta Jovyac le 19 octobre 1791 pour se rendre en Lorraine chez sa belle-mère, veuve du général-comte de Rougrave-Salm, puis de là, émigra successivement en Brabant et à Coblence où il rejoignit l'armée des princes. En 1796, le général-marquis de Jovyac et sa famille habitaient Fribourg. En 1798, ils séjournaient à Münster, en Westphalie. "Ils y vécurent très modestement. La marquise de Jovyac faisait des travaux de couture et les parents restés en France envoyaient parfois des subsides". Durant leur émigration, leurs biens furent confisqués. Le château de Jovyac, notamment, fut vendu comme bien d'émigré et fut acquis par un cordonnier rupismaurien nommé Marc Blache, qui tenta d'y relancer l'ancienne activité de moulinage.
À l'époque du Consulat, le marquis de Jovyac, qui languissait loin de son pays, profita de la première amnistie pour rentrer. Lui et sa famille s'installèrent d'abord à Paris où ils pensaient pouvoir demeurer dans un certain anonymat mais bientôt, Jean-Antoine de Jovyac, malade et désireux de revoir sa province, laissa à Pont-à-Mousson sa femme et ses enfants, sollicitant des autorités un laissez-passer pour aller prendre les eaux à Saint-Laurent-les-Bains. Celui-ci lui fut accordé par la municipalité parisienne le 7 thermidor an X (26 juillet 1802), avec faculté de se rendre à Montélimar pour y faire visite à ses frères et sœurs encore vivants. Néanmoins, les privations qu'il avait endurées lors de son émigration, jointes à l'émotion de retrouver en Vivarais ses biens dispersés, sa famille éprouvée et vieillie, eurent raison de sa santé et il mourut à Rochemaure, dans la nuit du 16 au 17 juin 1804, lors d'une visite qu'il rendait à son cousin, le chanoine de Chabrillan, lequel vivait retiré dans l'ancien prieuré bénédictin de Saint-Pierre des Fonts.